# Јохан Шуленбург
Јохан Шуленбург (* 8. август 1661. Емден, Магдебург — †14. март 1747. Верона, Италија) био је немачки фелдмаршал.
Јохан Шуленбург је био у служби Савоје од 1698. до 1702. године, а затим код пољског краља Августа II. Учествовао је у Северном рату против шведског краља Карла XII, најпре као командант саксонске пешадије, а затим пољске војске. У рату за шпанско наслеђе прешао је 1708. године на страну савезника и борио се против француских снага у Фландрији. У бици код Малплакеа 1709. године командовао је са 40 саксонских и царских батаљона, а 1710. године заузео је Бетин. Од 1715. године у служби је Млетачке републике, чију је војску реорганизовао. Учествовао је у Турско-млетачком рату 1714- 1718. године. Августа 1716. године истакао се у одбрани острва Крфа. Написао је 1704. године стројево правило које је касније прерадио као право млетачке војске.